# 山川建
山川 建（やまかわ たける、1892年（明治25年）10月18日 - 1944年（昭和19年）2月22日）は大正時代から昭和初期にかけての日本の官僚、政治家。山川浩男爵家当主。

## 経歴
東京府出身。父は山川健次郎でその四男である。長兄の山川洵は東京帝国大学教授。1913年（大正2年）、従兄弟にあたる山川廉の跡を継いで伯父の山川浩家を承継した。七高を経て、1918年（大正7年）、東京帝大を卒業し高等文官試験に合格。千葉県警視、同理事官、静岡県地方事務官を経たのちは文部官僚として終始する。普通学務局庶務課、専門学務局学務課、大臣官房体育課、同文書課、同会計課の各課長を歴任。この間欧米視察に派遣された。社会教育局長を経て専門学務局長在任中に京都帝国大学で横領事件や清野事件が発生し濱田耕作総長が辞意を表明したが、山川は荒木貞夫文相の意を受けて、辞意撤回の説得を行った。1939年（昭和14年）4月、局長を辞任。荒木文相による人事異動で知事へ転出を求められ、拒んだことが理由であった。その後、同年7月に貴族院男爵議員に互選され、1944年（昭和19年）2月に死去するまで在職。院内では公正会に所属した。会津会会員。

## 家族
- 父・山川健次郎 - 男爵。健次郎の兄弟姉妹に男爵山川浩、山川二葉、大山捨松など
- 母・鉚 - 唐津藩士・丹羽新の二女
- 兄・山川洵 - 男爵。東京帝国大学教授。健次郎の爵位を継ぐ。
- 妻・綾子（1900年生） - 高杉晋の次女[2]。高杉（1868年生）は岡山県の高杉彦太夫の二男で、後藤新平の知遇を得て、品川馬車鉄道の支配人を経て大日本麦酒や帝国ホテル、日本内燃機、川奈ホテル、神中鉄道などの役員を務め[9][10]、戦後は京都ホテル会長[11]を務めた実業家である。
- 長男・山川健重（1921年生） - 男爵。東海区水産研究所所長、農学博士。山川浩家の爵位を父建より継ぐ（5代目）。
- 二男・健明（1923年生）
- 三男・健郞（1926年生）
- 義弟（妹たちの夫）に九州帝国大学教授・寺野寛二、東京都知事・東龍太郎。